# Panagjurski kolonii
Panagjurski kolonii (bulgariska: Панагюрски колонии) är ett distrikt i Bulgarien.   Det ligger i kommunen Obsjtina Panagjurisjte och regionen Pazardzjik, i den centrala delen av landet, 70 km öster om huvudstaden Sofia.
Omgivningarna runt Panagjurski kolonii är en mosaik av jordbruksmark och naturlig växtlighet. Runt Panagjurski kolonii är det ganska tätbefolkat, med 52 invånare per kvadratkilometer.